# اولها استفانیشینا
اولها ویتالییونا استفانیشینا (اوکراینی: Ольга Віталіївна Стефанішина؛ زادهٔ ۲۹ اکتبر ۱۹۸۵) سیاست‌مدار اهل اوکراین است. او وکیل و کارمند دولتی بود که در ۴ ژوئن ۲۰۲۰، به عنوان معاون نخست‌وزیر منصوب شد.

## تحصیلات
در سال ۲۰۰۸، استفانیشینا از مؤسسه روابط بین‌الملل دانشگاه کیف در رشته حقوق بین‌الملل و مترجم انگلیس) فارغ‌التحصیل شد. در سال ۲۰۱۶، او مدرک تخصصی در امور مالی و اعتباری از دانشگاه اقتصاد ملی اودسا دریافت کرد.